# Алмонд (тауншип, Миннесота)
Алмонд (англ. Almond) — тауншип в округе Биг-Стон, Миннесота, США. На 2000 год его население составило 190 человек.

## География
По данным Бюро переписи населения США площадь тауншипа составляет 90,1 км², из которых 86,0 км² занимает суша, а 4,2 км² — вода (4,63 %).

## Демография
По данным переписи населения 2000 года здесь находились 190 человек, 61 домохозяйство и 42 семьи.  Плотность населения —  2,2 чел./км².  На территории тауншипа расположено 67 построек со средней плотностью 0,8 построек на один квадратный километр. Расовый состав населения: 100,00 % белых. Испанцы или латиноамериканцы любой расы составляли 1,05 % от популяции тауншипа.
Из 61 домохозяйства в 34,4 % воспитывались дети до 18 лет, в 63,9 % проживали супружеские пары, в 1,6 % проживали незамужние женщины и в 31,1 % домохозяйств проживали несемейные люди. 29,5 % домохозяйств состояли из одного человека, при том 16,4 % из — одиноких пожилых людей старше 65 лет. Средний размер домохозяйства — 2,61, а семьи — 3,29 человека.
25,3 % населения — младше 18 лет, 3,7 % — в возрасте от 18 до 24 лет, 20,5 % — от 25 до 44, 20,5 % — от 45 до 64, и 30,0 % — старше 65 лет. Средний возраст — 46 лет. На каждые 100 женщин приходилось 86,3 мужчин.  На каждые 100 женщин старше 18 приходилось 86,8 мужчин.
Средний годовой доход домохозяйства составлял 43 750 долларов, а средний годовой доход семьи —  48 438 долларов. Средний доход мужчин —  31 042  доллара, в то время как у женщин — 18 125. Доход на душу населения составил 16 141 доллар. За чертой бедности не находилась ни одна семья и 8,0 % всего населения тауншипа, из которых 28,6 % старше 65 лет.